# Municipio de Cass (Illinois)
El municipio de Cass (en inglés: Cass Township) es un municipio ubicado en el condado de Fulton en el estado estadounidense de Illinois. En el año 2010 tenía una población de 622 habitantes y una densidad poblacional de 6,07 personas por km².

## Geografía
El municipio de Cass se encuentra ubicado en las coordenadas 40°29′33″N 90°16′54″O / 40.49250, -90.28167. Según la Oficina del Censo de los Estados Unidos, el municipio tiene una superficie total de 102.43 km², de la cual 102,05 km² corresponden a tierra firme y (0,37 %) 0,38 km² es agua.

## Demografía
Según el censo de 2010, había 622 personas residiendo en el municipio de Cass. La densidad de población era de 6,07 hab./km². De los 622 habitantes, el municipio de Cass estaba compuesto por el 97,75 % blancos, el 0,48 % eran amerindios, el 0,16 % eran asiáticos, el 1,13 % eran de otras razas y el 0,48 % eran de una mezcla de razas. Del total de la población el 3,05 % eran hispanos o latinos de cualquier raza.